# Joseph Mazabraud
Joseph Simon Mazabraud, dit Mazabraud de Solignac ou Jose Mozobrau, né le 16 juillet 1816 à Solignac (Haute-Vienne) où il est mort le 4 février 1898, est un poète et chansonnier français et qui a donné son nom a l'école élémentaire de la ville.

## Œuvres
- Physiologie du maître de pension, 1842
- L’Émiriade, ou l’Amour vengé, poème en 4 chants, suivi du Poète, 1852
- Chansons nouvelles, 3 vol., 1856-1859
- Nouvella chansoû potoueizâ ente un trobo : un jour dî l'eitouliâ e d'autrâ plo brovâ, de Jose Mozobrau, 1867
- L'Hiver du pauvre, 1870
- La Limousina, deuxième libre de chansou en potouei limousi nimai en françoi, per Jose Mozobrau, 1872
- Lou Refrain do peisan, troisième libre de chansou en potouei limousi nimai cauqu'uno en françei, focha per Jose Mozobrau, 1876
- Lo Brianço, mis en musique par François Sarre